# آب محمدی
آب محمدی، روستایی از توابع دهستان سیاهو شهرستان بندرعباس در استان هرمزگان ایران است.

## جمعیت
این روستا در دهستان سیاهو قرار دارد و براساس سرشماری مرکز آمار ایران در سال ۱۳۹۰، جمعیت آن زیر سه خانوار بوده‌است.